# Deute privat
El deute privat és el qual procedeix dels mercats financers, sobretot de la banca internacional.
En 1999 se situava en 1.189.248 milions de dòlars. El deute privat ha anat guanyant pes relatiu en els últims anys, sent el mateix, en 1999, el 57% del deute a llarg termini. En l'actualitat existeix una progressiva translació del deute privat de la banca als mercats financers, mitjançant la venda de deute extern en el mercat borsari. Així, en 1995 en els mercats financers havia bons de deute per valor de 133.000 milions de dòlars, xifra que representava el 38% del deute privat.